# Pierre Druilhe
Pierre Druilhe, né le 29 septembre 1968, est un auteur de bande dessinée français.

## Biographie
Il commence sa carrière en créant son propre fanzine en 1985. Entre 1987 et 1992, il travaille pour divers fanzines tels que Rock Hardi, Caca Bémol (dirigé par Guillaume Bouzard) ou encore La Pieuvre (dirigé par Thierry Guitard), où il crée Monsieur Pabo avec Fred Andrieu. 
Monsieur Pabo deviendra une des mascottes de la revue Ferraille, à laquelle Druilhe participera longuement.
Il participe régulièrement à la revue Jade et publie chaque mois deux pages de bande dessinée dans La Décroissance.